# 薑絲大腸
姜丝大肠，又稱為豬腸炒薑絲，是客家菜餚中的「四炆四炒」之一，其亦是在臺灣常見的菜餚之一。它的主要材料有薑、豬大腸、醋等。

## 概述
客家过年以及宴客的标准菜色为“四燜四炒”，“四燜”为福菜燜猪肚、燜馕肉、排骨燜菜头以及肥肠燜笋乾。“四炒”指的是客家小炒、姜丝大肠、韭菜鸭血以及猪肺菠萝炒木耳。

## 內容
1. 材料：薑絲、辣椒、大腸、黃豆醬；香油、沙拉油、白醋、米酒、水、醬油、味精、糖。
2. 作法：大腸過水，以香油小火煸香薑絲，接著辣椒、大腸、少許醬油，黃豆醬，糖、米酒拌炒一下，加水、醋悶煮個３－５分，收汁，起鍋下少許香油與醋點味。
3. 味道；有酸爽的感覺帶著鹹味與香味。

在台湾的客家族中，北部的单纯为姜丝与大肠；南部则有时加上酸菜。